# Propellerheads
Propellerheads war eine Band der elektronischen Musikrichtung Big Beat, bestehend aus Alex Gifford und Will White.

## Geschichte
Vor Gründung der Band arbeitete Alex Gifford als Studiomusiker. Er war unter anderem als Keyboarder für Van Morrison und als Saxofonist für The Stranglers tätig. Später arbeitete er mit der Dance-Band The Grid zusammen. Als Mitarbeiter der Real World Studios von Peter Gabriel wirkte er außerdem an der Komposition und Produktion der positiv aufgenommenen Kompilation Arcane mit.
Alex Gifford beteiligte sich 1993 mit dem Lied Morecambe Bay an dem von Peter Gabriel initiierten Kompilations-Album Plus from Us, bei dem sich einige an dem Gabriel-Album Us von 1992 beteiligte Musiker mit eigenen Arbeiten vorstellen konnten.
1996 gründete er mit dem ortsansässigen Schlagzeuger Will White in Bath (England) die Band Propellerheads und veröffentlichte unter diesem Namen mit ihm zusammen die EP Dive. Kurz nach Veröffentlichung der EP verwendete Adidas den gleichnamigen Titelsong in einer Fernsehwerbung.
Das Debütalbum der britischen Combo, Decksandrumsandrockandroll, erschien im Jahr 1998. Das Album folgt dem grundsätzlichen Prinzip des Big Beat, das von Bands wie The Prodigy oder The Chemical Brothers geprägt wurde. Die Propellerheads variierten diesen elektronischen Stil aber leicht mit Elementen aus Jazz und klassischer Musik.
Die Gruppe variierte auch das Eröffnungsstück des James-Bond-Films Im Geheimdienst Ihrer Majestät (On her Majesty’s Secret Service), das auf der Compilation Shaken and Stirred: The David Arnold James Bond Project von David Arnold veröffentlicht wurde.
1996 veröffentlichte die Band die Single Take California. Bei einer weiteren Single, History Repeating, wirkte die Sängerin Shirley Bassey mit. Alex Gifford beteiligte sich 1999 außerdem maßgeblich an dem Album V.I.P. der Jungle Brothers.
Eine andere bekannte Veröffentlichung ist der Song Spybreak!, der Bestandteil des Soundtracks zum Kinofilm Matrix ist.
Bang On! (1998) wurde im Videospiel Wipeout 64 aus dem Jahr 1998 verwendet.

## Diskografie

### Studioalben
| Jahr | Titel                      | Höchstplatzierung, Gesamtwochen, AuszeichnungChartplatzierungen (Jahr, Titel, Platzierungen, Wochen, Auszeichnungen, Anmerkungen) | Höchstplatzierung, Gesamtwochen, AuszeichnungChartplatzierungen (Jahr, Titel, Platzierungen, Wochen, Auszeichnungen, Anmerkungen) | Höchstplatzierung, Gesamtwochen, AuszeichnungChartplatzierungen (Jahr, Titel, Platzierungen, Wochen, Auszeichnungen, Anmerkungen) | Höchstplatzierung, Gesamtwochen, AuszeichnungChartplatzierungen (Jahr, Titel, Platzierungen, Wochen, Auszeichnungen, Anmerkungen) | Höchstplatzierung, Gesamtwochen, AuszeichnungChartplatzierungen (Jahr, Titel, Platzierungen, Wochen, Auszeichnungen, Anmerkungen) | Anmerkungen                           |
| Jahr | Titel                      | DE | AT | CH | UK | US | Anmerkungen                           |
| ---- | -------------------------- | --- | --- | --- | --- | --- | ------------------------------------- |
| 1998 | Decksandrumsandrockandroll | DE26 (15 Wo.)DE | AT23 (11 Wo.)AT | CH29 (9 Wo.)CH | UK6 Gold · (16 Wo.)UK | US100 (10 Wo.)US | Erstveröffentlichung: 26. Januar 1998 |

Weitere Veröffentlichungen
- 1996: Dive EP
- 1997: Propellerheads EP
- 1998: Extended Play EP
- 1998: Spiesandbeatsandrarities

### Singles
| Jahr | Titel Album                                                | Höchstplatzierung, Gesamtwochen, AuszeichnungChartplatzierungen (Jahr, Titel, Album, Platzierungen, Wochen, Auszeichnungen, Anmerkungen) | Höchstplatzierung, Gesamtwochen, AuszeichnungChartplatzierungen (Jahr, Titel, Album, Platzierungen, Wochen, Auszeichnungen, Anmerkungen) | Höchstplatzierung, Gesamtwochen, AuszeichnungChartplatzierungen (Jahr, Titel, Album, Platzierungen, Wochen, Auszeichnungen, Anmerkungen) | Höchstplatzierung, Gesamtwochen, AuszeichnungChartplatzierungen (Jahr, Titel, Album, Platzierungen, Wochen, Auszeichnungen, Anmerkungen) | Höchstplatzierung, Gesamtwochen, AuszeichnungChartplatzierungen (Jahr, Titel, Album, Platzierungen, Wochen, Auszeichnungen, Anmerkungen) | Anmerkungen                                              |
| Jahr | Titel Album                                                | DE | AT | CH | UK | US | Anmerkungen                                              |
| ---- | ---------------------------------------------------------- | --- | --- | --- | --- | --- | -------------------------------------------------------- |
| 1996 | Take California Decksandrumsandrockandroll                 | — | — | — | UK69 (2 Wo.)UK | — | Erstveröffentlichung: November 1996                      |
| 1997 | Spybreak! Decksandrumsandrockandroll                       | — | — | — | UK40 (2 Wo.)UK | — | Erstveröffentlichung: Mai 1997                           |
| 1997 | On Her Majesty’s Secret Service Decksandrumsandrockandroll | — | — | — | UK7 (9 Wo.)UK | — | Erstveröffentlichung: Oktober 1997 feat. David Arnold    |
| 1997 | History Repeating Decksandrumsandrockandroll               | DE65 (9 Wo.)DE | — | — | UK19 (8 Wo.)UK | — | Erstveröffentlichung: Dezember 1997 feat. Shirley Bassey |
| 1998 | Bang On! Decksandrumsandrockandroll                        | — | — | — | UK53 (3 Wo.)UK | — | Erstveröffentlichung: Juni 1998                          |

Weitere Singles
- 1998: Crash!
- 1998: Velvet Pants
- 1999: Take California and Party